# Мистри, Рохинтон
Рохинтон Мистри (англ. Rohinton Mistry; род. 3 июля 1952, Бомбей, Индия) — канадский писатель индийского происхождения. Пишет на английском языке.

## Биография
Рохинтон Мистри родился в 1952 году в Мумбаи, Индия. Окончил Мумбайский университет по специальности Математика и экономика. В 1975 переехал с женой в Канаду, поселился в Торонто, где работал служащим банка. Окончил Торонтский университет по специальности Английский язык и философия. Начал публиковать рассказы и новеллы, в 1987 выпустил книгу избранных новелл, в 1991 — первый роман.
Из семьи парсов, исповедующих зороастризм. Брат Сайрус Мистри тоже является писателем.

## Творчество
Во время учёбы в университете Торонто он получил две литературные награды Hart House за публикацию нескольких рассказов. Через два года канадское издательство Penguin Books опубликовали его 11 рассказов под названием «Tales from Firozsha Baag». Позднее эта книга появилась в США под названием «Swimming Lessons and Other Stories from Firozsha Baag». Книга состоит из 11 рассказов, действие которых происходит в одном жилом комплексе современного Мумбаи. Взаимосвязанные рассказы затрагивают многие темы и передают различные настроения: от боли повседневной жизни до простых радостей.
Его вторая книга, роман «Такое длинное путешествие», была опубликована в 1991 году и получила награду Governor General’s Award, как лучшая книга года. Автор был также в списках лауреатов Букеровской премии, а роман был переведён на немецкий, шведский, норвежский, датский и японский язык. По мотивам книги был снят одноимённый фильм.
Место действия романа — Бомбей, но в этот раз герои книги — члены одной семьи. Главный герой, Густад Нобл, чувствует, что его жизнь разваливается после того, как его сын перестаёт проявлять почтение к отцу, а лучший друг втягивает его в политические интриги, после чего его мир рушится.
Его третья книга, роман «Хрупкое равновесие» (1995), получила ежегодную награду Giller Prize. Тема романа — злоупотребление властью и её влияние на человеческое достоинство. Роман выступает против политики Индиры Ганди и унижение человека во времена политических репрессий.
В романе «Дела семейные» (2002) появляется проблема старости и закоренелости обычаев. Действие романа снова разворачивается в Бомбее и рассказывает о прошлом и настоящей жизни старого профессора Наримана Вакиля, который в старости начал страдать болезнью Паркинсона и нуждается в тщательном уходе. В семье же, в которой кроме его родной дочери Роксаны есть ещё двое неродных детей, складываются по этому поводу непростые отношения. Как и другие романы, критики высоко оценили этот роман, особенно выделив способность автора к изображению типичных черт человечества на примере конкретных героев. Таким образом, Мистри описывает не жизнь в отдельном Бомбее и не конкретного человека, а универсальные проблемы человечества.
Мистри вернулся к написанию рассказов после публикации The Scream («Крик») в 2006 году. Сюжет произведения рассказывает о жизни главного героя в Бомбее, который борется со старостью и одиночеством.
В книгах Мистри перед нами встаёт многогранная Индия с её социально-экономической жизнью, а также община парсов и её верования и обычаи. Во многих его работах наблюдается ностальгия по Индии.

## Произведения

### Сборники новелл
- Tales from Firozsha Baag (1987, в США под названием Swimming Lessons and Other Stories from Firozsha Baag, 1989)
- Searching for Stevenson (1994)
- The Scream (2006)

### Романы
- Долгое путешествие/ Such a Long Journey (1991, Премия генерал-губернатора, Премия Британского содружества, шортлист Букеровской премии, экранизирован в 1998, )
- Хрупкое равновесие/ A Fine Balance (1995, премия газеты Los Angeles Times, вошёл в программу книжного клуба Опры Уинфри, в 2003 был включён в число 200 лучших книг по версии BBC)
- Дела семейные/ Family Matters (2002)

## Публикации на русском языке
- Дела семейные. М.: Росмэн-Пресс, 2005.
- Хрупкое равновесие. АСТ, 2019.

## Признание
Финалист и лауреат многих национальных и международных премий, включая Нейштадтскую и премию Уинифред Холтби.